# Mirel Wagner
Pour les articles homonymes, voir Wagner.
Mirel Wagner, née le 3 décembre 1987, est une auteure-compositrice-interprète finlandaise. Elle est née en Éthiopie et a grandi à Espoo, en Finlande.

## Biographie
Elle écrit des chansons depuis l'âge de 16 ans. Son premier album éponyme sort en février 2011 chez le label indépendant finlandais Kioski. Il est ensuite édité au Royaume-Uni et en Europe par Bone Voyage Recordings et en Amérique du Nord par Friendly Fire Recordings. En août 2012, Time Magazine la range parmi les « 11 grands groupes que vous ne connaissez pas (mais que vous devriez) ». Son premier album suscite l'attention et en février 2014, elle signe chez le label américain Sub Pop .
Son deuxième album When the Cellar Children See the Light of Day sort en août 2014. L'album atteint la première place du classement finlandais  et est nommé pour le Nordic Music Prize 2014, prix annuel pour le meilleur album nordique de l'année qu'elle emporte finalement.
Le 21 avril 2015, elle se produit dans l'émission de télévision musicale Later... with Jools Holland .
Elle a également réalisé la bande-annonce du film A Cure for Life de Gore Verbinski 2017, une reprise de la chanson I Wanna Be Sedated des Ramones.

## Discographie
Albums
- Mirel Wagner (2011)
- When the Cellar Children See the Light of Day (2014)

Singles
- No Death (2011)
- Lean (2012)
- Oak Tree (2014)